# Lunar Orbiter 2

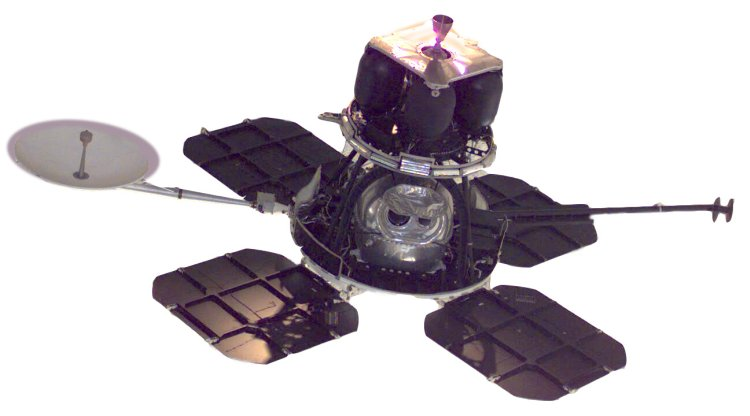
Orbitador Lunar

O Lunar Orbiter 2 foi uma sonda espacial não-tripulada lançada pelos Estados Unidos como parte do Programa Lunar Orbiter. Foi lançado com o intuito principal de se fotografar áreas lisas da superfície lunar, em preparação para as missões não-tripuladas Surveyor e para as missões tripuladas Apollo.
Foi lançado em 6 de novembro de 1966, às 23:21:00 UTC, por meio de foguete Atlas-Agena D a partir da Estação da Força Aérea de Cabo Canaveral.